# Булычёва, Наталья Олеговна
Наталия Олеговна Булычёва (род. 8 апреля 1995) — российская спортсменка, мастер спорта России международного класса по художественной гимнастике, модель.

## Биография
Наталия родилась в Москве 8 апреля 1995 года. В возрасте четырёх лет мама отвела её в гимнастический зал.
В 2008 году Наталия попала в состав молодёжной сборной России по художественной гимнастике, стала победительницей юниорских гран-при и в 2010 году попала в состав команды на первенство Европы среди юниоров. В 2011 году стала бронзовым призёром в индивидуальном многоборье и чемпионкой России в командном зачете чемпионата России по художественной гимнастике, который проходил в Пензе, с результатом в 109,775 балла.
В 2012 году Наталия в возрасте 17 лет, попала в состав олимпийской сборной в Лондоне.
Позже, в 2013 году стала бронзовым призёром чемпионата России по художественной гимнастике, проходившего в Санкт-Петербурге; медаль была ею завоёвана на выступлении с булавами (результат — 18,200), а также чемпионкой России в командном зачете. Многократная чемпионка этапов кубка мира и Grand Prix.
В 2014 году из-за серьёзной травмы завершила спортивную карьеру, в настоящее время занята в модельной индустрии.
Наталия начала свою модельную карьеру в 19 лет, подписав контракт с модельным агентством Elite World. Её карьера началась с участия в показе Trussardi Jeans. Также сняла журналы Glamour France , Madame Figaro, а также сняла свою первую обложку для журнала Book Moda Milan.
В 2015 году она подписывает контракт с московским модельным агентством Avant Models. И первой её серьёзной работой стали показы коллекций в рамках недели моды в Париже Haute Couture сезона 2016.
В сезоне весна-лето 2016 Наталия приняла участие в 9 показах в рамках недели моды.
Наталия снималась для обложек журналов Elle, Instyle, Harper’s Bazaar, Vogue Italia Suggestions, SNC.
Летом 2020 года Наталия сняла свою бабушку на обложку номера ELLE июль- август
Также Наталия снималась для кампейнов таких брендов как Yves Saint Laurent , Jil Sander,Ulyana Sergeenko, Banana Republic, Chantal Thomass, Calvin Klein, Balmain, Off-White, The Kooples, Salvatore Ferragamo.
Всего в активе у Наталии Булычёвой участие в показах у таких дизайнеров и домов моды, как Elie Saab, Balmain, Azzedine Alaia, Roland Mouret, Hermes, Vanessa Seward, Leonard, Ulyana Sergeenko, Ralph&Russo, Off-White, MM6 Maison Margiela, Jil Sander, Armani, Dolce Gabbana, Zuhair Murad, Zadig & Voltaire, Blumarine, Messika by Kate Moss, Etam, и многих других;
Съёмки для различных модных журналов: Vogue Italia, Vogue Greece, Vogue Turkey, Vogue China, Harper’s Bazzar Russia, Vogue Russia, Elle Italia, Elle Russia, Numero France, Marie Claire Spain, Marie Claire Tokyo, Elle Kazahstan, Female Singapore, Herworld Singapore, Figaro Tokyo, GinzaTokyo.